# Aelia Eudoxia
Aelia Eudoxia († 7. října 404) byla manželka východořímského císaře Arcadia.
Jejím otcem byl velitel legií franského původu Bauto. V roce 395 byla provdána za císaře Arcadia, kterému povila 5 dětí, mimo jiné syna a budoucího císaře Theodosia II. a dceru Aelii Pulcherii. Byla velmi vlivná a schopná, od roku 400 v podstatě za svého manžela vládla. Zemřela roku 404, údajně při potratu.